# Aedoea
Aedoea là một chi bướm đêm thuộc phân họ Arctiinae. Chi này chỉ có một loài duy nhất, Aedoea decreta, được phát hiện ở Borneo và Úc.

## Than khảo
1. ↑  TaibNet - Catalogue of Life in Taiwan
2. ↑  The Moths of Borneo
3. ↑  Aedoea decreta - BOLD Systems - Taxonomy Browser

- Natural History Museum Lepidoptera generic names catalog